# Žabalj
Žabalj (v srbské cyrilici Жабаљ, maďarsky Zsablya, německy Josefdorf) je město v centrální části srbské Vojvodiny (Bačka), poblíž Nového Sadu a Zrenjaninu. Patří k malým sídlům; v roce 2011 měl 9 107 obyvatel. Administrativně je součástí okruhu Jižní Bačka.
Obyvatelstvo obce je převážně srbské národnosti a obec samotná je poprvé zmiňována v 16. století. V období rakousko-osmanských válek byla součástí tzv. Vojenské hranice. Mezi lety 1941–1945 byla obec součástí Maďarska. Fašistická vojska se v Žabalju dopustila řady násilností na místním obyvatelstvu, asi 10 km od obce u silnice směrem ke Zrenjaninu se nachází areál památníku Crna Ćuprija.